# Erast Georgijewitsch Giazintow

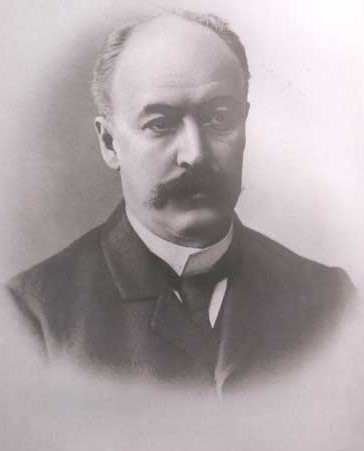
Giazintow

Erast Georgijewitsch Giazintow (Russ. Эраст Георгиевич Гиацинтов, Est. Hiatsintov, auch Hüatsintov, * 10. Novemberjul. / 22. November 1859greg. in Moskau; † 7. Apriljul. / 20. April 1910greg. in Tallinn) war ein russischer Politiker und der erste nicht-deutsche Bürgermeister von Tallinn (1905).

## Leben
Giazintow absolvierte die Universität Moskau als Jurist und arbeitete seit 1884 im Moskauer Justizpalast. Ein Jahr später wurde er als Titulärrat ins Gebiet Łomża in Kongresspolen geschickt, wo er Leiter der Gouvernementskanzlei wurde. Ab 1889 war er im Gouvernement Estland auf verschiedenen Posten tätig.

## Politische Karriere in Estland
Giazintow wurde 1889 im Landkreis Rakvere der zuständige Kommissar für Bauernangelegenheiten und erlangte unter anderem Bekanntheit (und Popularität) dadurch, dass er die Bauern gegen Angriffe der Gutsbesitzer in Schutz nahm. Bei den Deutsch-Balten dagegen war er – seit 1900 wirklicher Staatsrat – weniger beliebt. Eduard von Dellingshausen, der letzte Ritterschaftshauptmann der Estländischen Ritterschaft soll ihn als einen „Liberalen mit extrem linken Ansichten“ bezeichnet haben.
1892 war eine Wahlrechtsreform erfolgt, in deren Folge die Wahlberechtigung nach Eigentum und entsprechender Besteuerung zugeteilt wurde. Im Dezember 1904 waren zum Zeitpunkt der Stadtratswahl 68 % der Hauseigentümer in Tallinn Esten, was dazu führte, dass sie auch die Mehrheit der Wahlberechtigten stellten. Dadurch erlangten die Esten 38 der 60 Sitze in der Stadtverordnetenversammlung von Tallinn, gefolgt von 17 Deutschen und 5 Russen. Bei den im Januar anberaumten Wahlen wurde zunächst Jaan Poska zum Vorsitzenden der Stadtverordnetenversammlung und damit Wahlleiter für das Bürgermeisteramt gewählt. Es folgten einige taktische Geplänkel gegen den erbitterten Widerstand der Deutsch-Balten, aber am 19. Januar wurde mit Giazintow der erste nicht-Deutsche für vier Jahre zum Bürgermeister von Tallinn gewählt.
Infolge der politisch ausgesprochen unruhigen Zeiten war ihm jedoch keine lange Amtszeit beschieden. Mit dem Petersburger Blutsonntag im Januar brach die Revolution von 1905 aus, gefolgt von vergleichbaren Ereignissen in Tallinn am 16. Oktober 1905, als die Stadt ihren eigenen Blutsonntag mit knapp 100 vom Militär getöteten Demonstranten erlebte. Bei der Beerdigung der Opfer am 20. Oktober folgte der Bürgermeister den Särgen an der Spitze des Trauerzugs. Aufgrund seines Einsatzes und seiner Sympathie für die Demonstrierenden wurde Giazintow im Dezember 1905 nach Verhängung des Kriegszustandes über das Gouvernement Estland und die Stadt Tallinn entlassen.

## Auszeichnungen
- Sankt-Stanislaus-Orden 2. und 3. Klasse
- Annenorden 2. Klasse
- Orden des Heiligen Wladimir 4. Klasse

## Trivia
Die Ereignisse, die zur Wahl des Bürgermeisters führten, sind in dem 1936–37 erschienenen zweiteiligen Roman "Tõusev rahvas" ('Das sich erhebende Volk') des estnischen Schriftstellers Jaan Kärner ausführlich beschrieben worden. Der Roman ist allerdings eher eine Reportage und Hymne auf Konstantin Päts als ein literarisches Kunstwerk.

## Sekundärliteratur
- Josef Kats: Tallinna linnapea Hiatsintov. Tõlkinud Helve Leis. = Йосеф Кац: Городской голова Гиацинтов. Таллинн: BRI & Ko 2011. 161+185 S.